# شونيتشي يوكيميرو
شونيتشي يوكيميرو (باليابانية: 雪室俊一) كاتب ومخرج ياباني (ولد يوم 11 يناير من العام 1941 في يوكوهاما) امتدت حياته المهنية على مدار أربعة عقود كتب خلالها أكثر من 3000 سيناريو خاصة بمسلسلات الأنيمي، بما في ذلك حلقات من المسلسلات الكلاسيكية التي تنتجها استوديوهات توي للرسوم المتحركة.
وبعد ان التحق يوكيميرو بمدرسة لكتاب السيناريو، حصل يوكيمورو على جائزة الدراما التلفزيونية والتي تسمى تشيكاغورونو واكاي ياتسو. وسرعان ما بدأ يركز على كتابة مسلسلات الأنيمي التلفزيونية. وكان أولها مسلسل الانيمي يوكوتشو سيجيتاي (حارس العدالة) في عام 1964.
ومن بين مسلسلات الأنيمي التي كتب يوكيمورو السيناريوهات لها، مسلسل كيمبا الأسد الأبيض، سالي، الساحرة، جيجيج لا كيتارو، سازي سان، جو الغد، هيميتسو لا أكو تشان، بابل الثاني، ماجوكو ميغو تشان، دكتور سلومب، هوني هوني، ونبيذ كابوتشا، ودراغون بول، ومغامرات بيبيرو، وأزوكي تشان.
كان يوكيمورو صانع سلسلة المانجا الشعبية المشهورة اوهايو سبانك، والتي تحولت إلى أنيمي من قبل شينشا للافلام في طوكيو في عام 1981، وبسبب هذا الفيلم، حصل يوكيمورو على جائزة كودانشا مانغا في عام 1981.

## روابط خارجية
- شونيتشي يوكيميرو على موقع IMDb (الإنجليزية)
- شونيتشي يوكيميرو على موقع قاعدة بيانات الفيلم (الإنجليزية)
- شونيتشي يوكيميرو على موقع ANN person (الإنجليزية)